# Kościół Miłosierdzia Bożego w Bełchatowie
Kościół Miłosierdzia Bożego w Bełchatowie – rzymskokatolicki kościół parafialny należący do parafii pod tym samym wezwaniem (dekanat bełchatowski archidiecezji łódzkiej).
Budowa świątyni została rozpoczęta w dniu 30 maja 1992 roku. Kościół został zaprojektowany przez architekta Witolda Marchwickiego. Budowla reprezentuje architekturę współczesną z elementami tradycyjnymi (nawa główna i dwie boczne, dwie kaplice boczne, wieża). Została oddana do użytku w dniu 1 października 1999 roku, prace wykończeniowe trwają do tej pory. Poświęcona została w dniu 3 października 1999 roku przez arcybiskupa Władysława Ziółka.